# Långsjön (Gåsinge-Dillnäs socken, Södermanland)
Långsjön är en sjö i Gnesta kommun i Södermanland och ingår i Trosaåns huvudavrinningsområde.